# Artan Latifi
Artan Latifi (ur. 5 kwietnia 1983 w Gnjilanem) – kosowski były piłkarz, od 2017 roku trener bramkarzy w jednej z londyńskich szkółek piłkarskich.